# ارتش میزوری
ارتش میزوری (انگلیسی: Army of Missouri) عنوان ارتش مستقلی است که در طول جنگ داخلی آمریکا و همزمان با ارتش ایالات مؤتلفه شکل گرفت